# Uiterwaarden Zwarte Water en Vecht
Uiterwaarden Zwarte Water en Vecht este o arie protejată (arie specială de conservare — SAC, sit de importanță comunitară — SCI) din Țările de Jos întinsă pe o suprafață de 1.080 ha, integral pe uscat.

## Localizare
Centrul sitului Uiterwaarden Zwarte Water en Vecht este situat la coordonatele 52°34′25″N 6°06′15″E / 52.5736°N 6.1043°E.

## Înființare
Situl Uiterwaarden Zwarte Water en Vecht a fost declarat sit de importanță comunitară în decembrie 1996 pentru a proteja 5 specii de animale. Situl a fost protejat și ca arie specială de conservare în septembrie 2013.

## Biodiversitate
Situată în ecoregiunea atlantică, aria protejată conține 7 habitate naturale: Lacuri eutrofice naturale cu vegetație de tip Magnopotamion sau Hydrocharition, Pajiști calcaroase din nisipuri xerice, Pajiști cu Molinia pe soluri calcaroase, turboase sau argilos-nămoloase (Molinion caeruleae), Liziere de ierburi înalte hidrofile de câmpie și de nivel montan până la alpin, Fânețe de joasă altitudine (Alopecurus pratensis, Sanguisorba officinalis), Păduri aluvionare cu Alnus glutinosa și Fraxinus excelsior (Alno-Padion, Alnion incanae, Salicion albae), Păduri mixte riverane de Quercus robur, Ulmus laevis și Ulmus minor, Fraxinus excelsior sau Fraxinus angustifolia, de-a lungul marilor râuri (Ulmenion minoris).
La baza desemnării sitului se află mai multe specii protejate:
- mamifere (1): vidră de râu (Lutra lutra)
- pești (4): zvârluga (Cobitis taenia), zglăvoacă (Cottus gobio), țipar (Misgurnus fossilis), boarță (Rhodeus amarus)